# Ritz-Carlton
Pour les articles homonymes, voir Ritz et Carlton.
Ritz-Carlton est une chaîne d'hôtels de luxe, contrôlant 117 hôtels situés dans les principales métropoles et destinations touristiques mondiales, dans 36 pays. La chaîne est la propriété de la société The Ritz-Carlton Hotel Company, elle-même succursale de Marriott International.
Outre ses hôtels, la compagnie a des accords de publicité avec Bulgari Hotels & Resorts et un hôtel contrôlé par des particuliers, l'Hôtel de la Paix Ritz-Carlton de Genève.

## Histoire

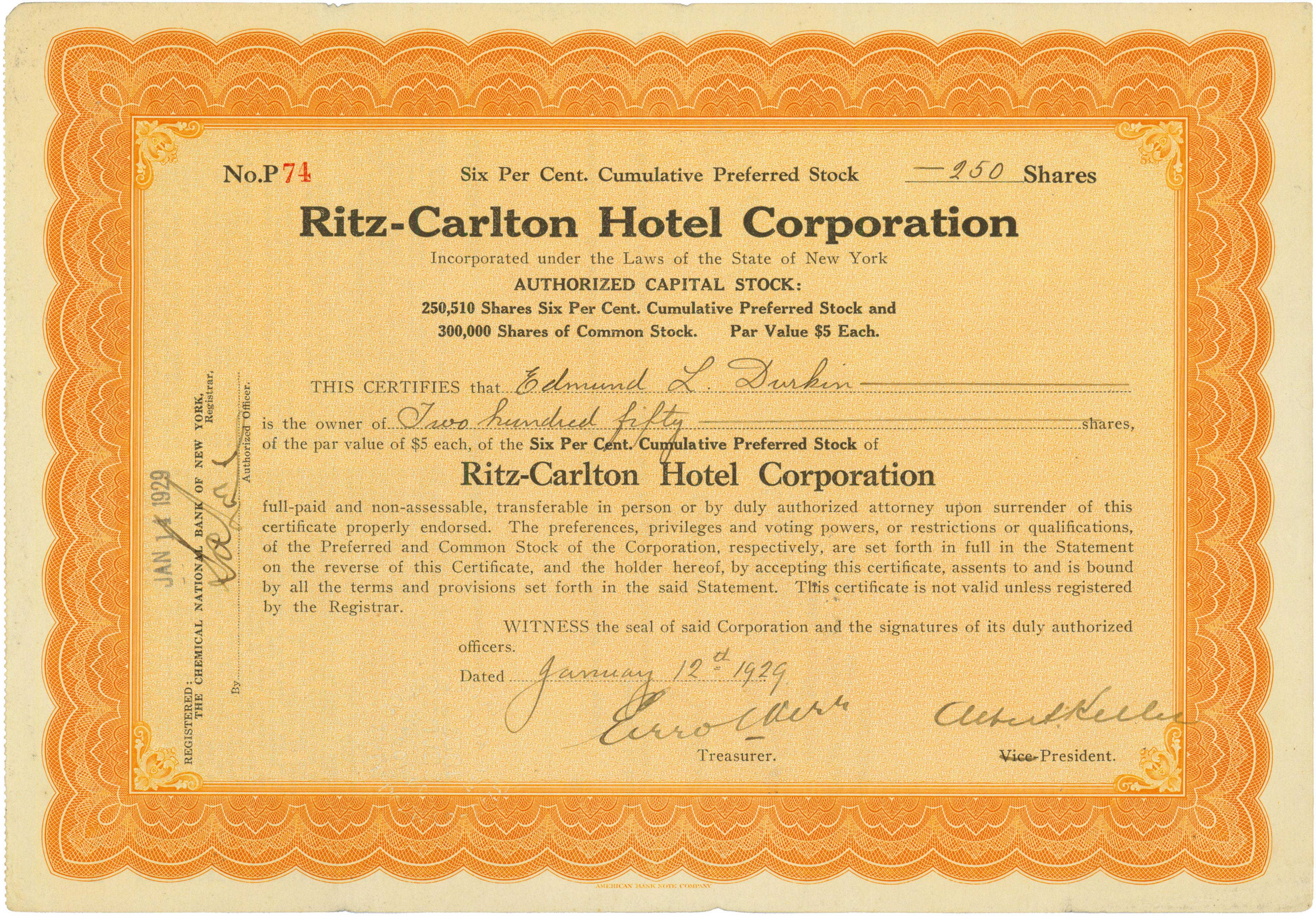
Action du Ritz-Carlton Hotel Corporation en date du 12 janvier 1929

L'histoire de Ritz-Carlton commence avec celle de l'hôtelier César Ritz, « le roi des hôteliers, l'hôtelier des rois » comme il était surnommé. César Ritz instaura de nouveaux standards du luxe avec sa gestion notamment des hôtels Ritz à Paris et Carlton à Londres. À sa mort en 1918, sa femme Marie reprit le flambeau, et continua à ouvrir des hôtels à son nom.
Le premier hôtel sous l'appellation 'Ritz-Carlton' ouvre ses portes le 31 décembre 1912 à Montréal à la suite d'une entente entre César Ritz et Charles Hosmer, un ami personnel de celui-ci. Puis Albert Keller, un américain, achète le nom de Ritz-Carlton, et crée la Ritz-Carlton Investing Company, pour l'exploiter aux États-Unis. Son premier hôtel Ritz-Carlton est construit à Boston et ouvre le 19 mai 1927, avec un prix de chambre à 15$ et de nombreuses innovations.
D'autres hôtels sont ouverts rapidement à Philadelphie, Pittsburgh, Atlantic City ou Boca Raton. Mais la crise économique des années 1940 a raison de ces derniers, et aux États-Unis seul le Ritz-Carlton de Boston survit.

## Activités commerciales

### Navires de croisière
En 2018, Ritz-Carlton a annoncé son entrée sur le marché des croisières. Des problèmes de construction au chantier naval espagnol Hijos de J. Barreras de Vigo et la Covid-19 ont retardé le lancement du premier navire, l’Evrima, initialement prévu pour janvier 2020. Le bras de croisière de Ritz-Carlton fonctionnerait sous la marque « The Ritz-Carlton Yacht Collection ». Il a été annoncé que la collection de yachts Ritz-Carlton se joindrait au programme de voyage de Marriott Bonvoy, Marriott International à compter du 9 novembre 2021.

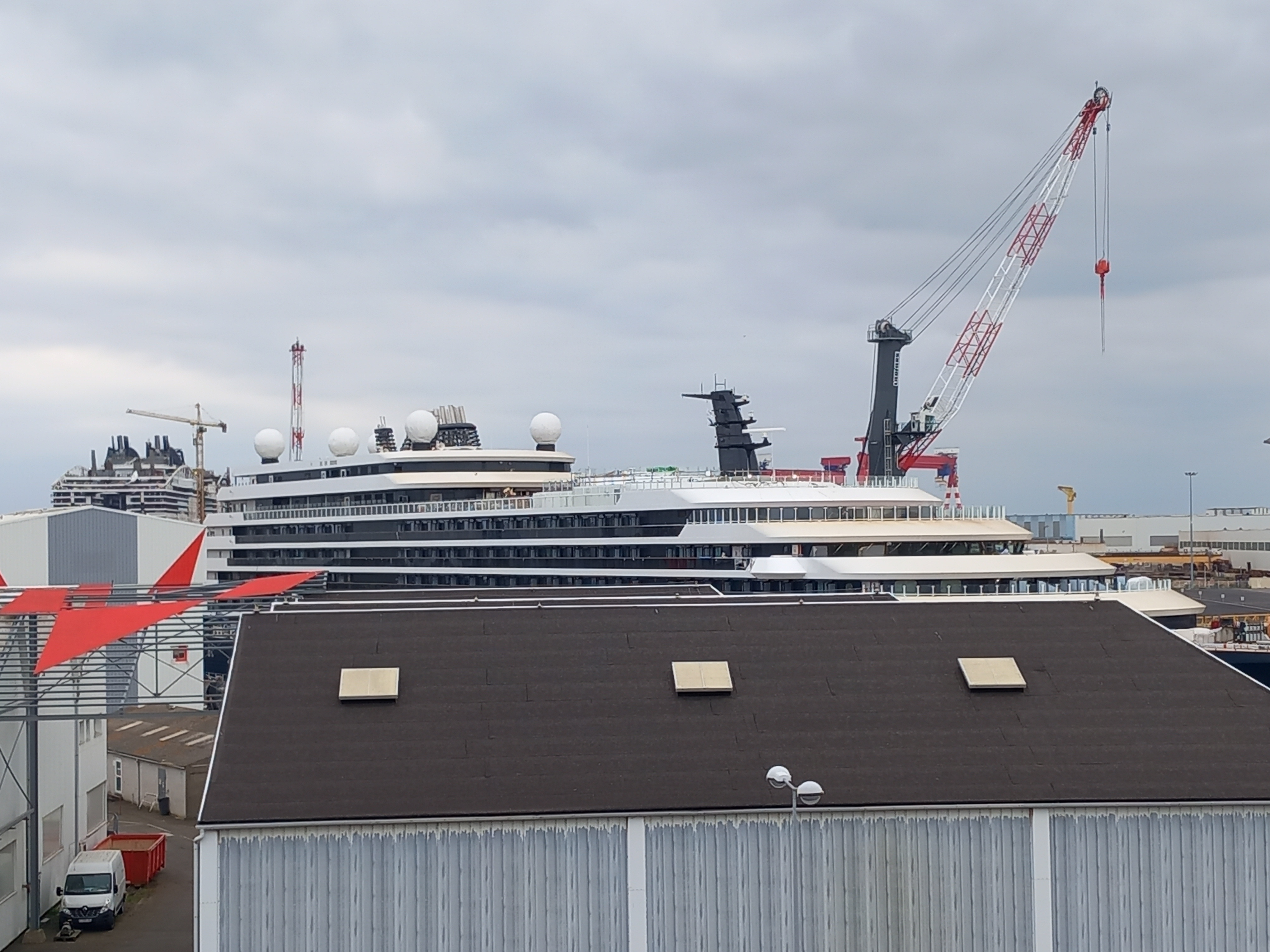
LIlma en construction à Saint-Nazaire, en avril 2024.

Achevé au chantier chantier naval Astander, à Santander et après un certain nombre de retards, Ritz-Carlton Yacht Collection réceptionne finalement l’Evrima en octobre 2022.
En 2022, l'entreprise confie aux chantiers de l'Atlantique de Saint-Nazaire la construction de deux nouveaux paquebots de luxe pour sa nouvelle branche. L’Ilma, qui compte 224 suites de luxe, quitte le chantier en juillet 2024. Il est suivi du Luminara en juin 2025.

### The Ritz-Carlton Hotel Company
En 1983 est créée la Ritz-Carlton Hotel Company, qui reprend l'hôtel de Boston et la marque, et reprend l'expansion interrompue. La compagnie installe son siège à Chevy Chase dans le Maryland. En 1995, le groupe Marriott International prend une participation de 49 % dans la société, puis passe à 99 % en 1998, prenant ainsi son contrôle.
Le PDG de la société est Simon Cooper depuis 2001. Le groupe a depuis poursuivi son développement, sortant notamment des hôtels traditionnels avec les Résidences Ritz-Carlton et les Clubs Ritz-Carlton.
À noter que les hôtels Ritz originaux fondés par César Ritz puis sa femme Marie, à Paris, Londres et Madrid, n'appartiennent pas à ce groupe. Si ceux de Londres et de Madrid ont des accords d'exploitation avec la chaîne internationale, celui de Paris est totalement indépendant.

#### Les hôtels du groupe

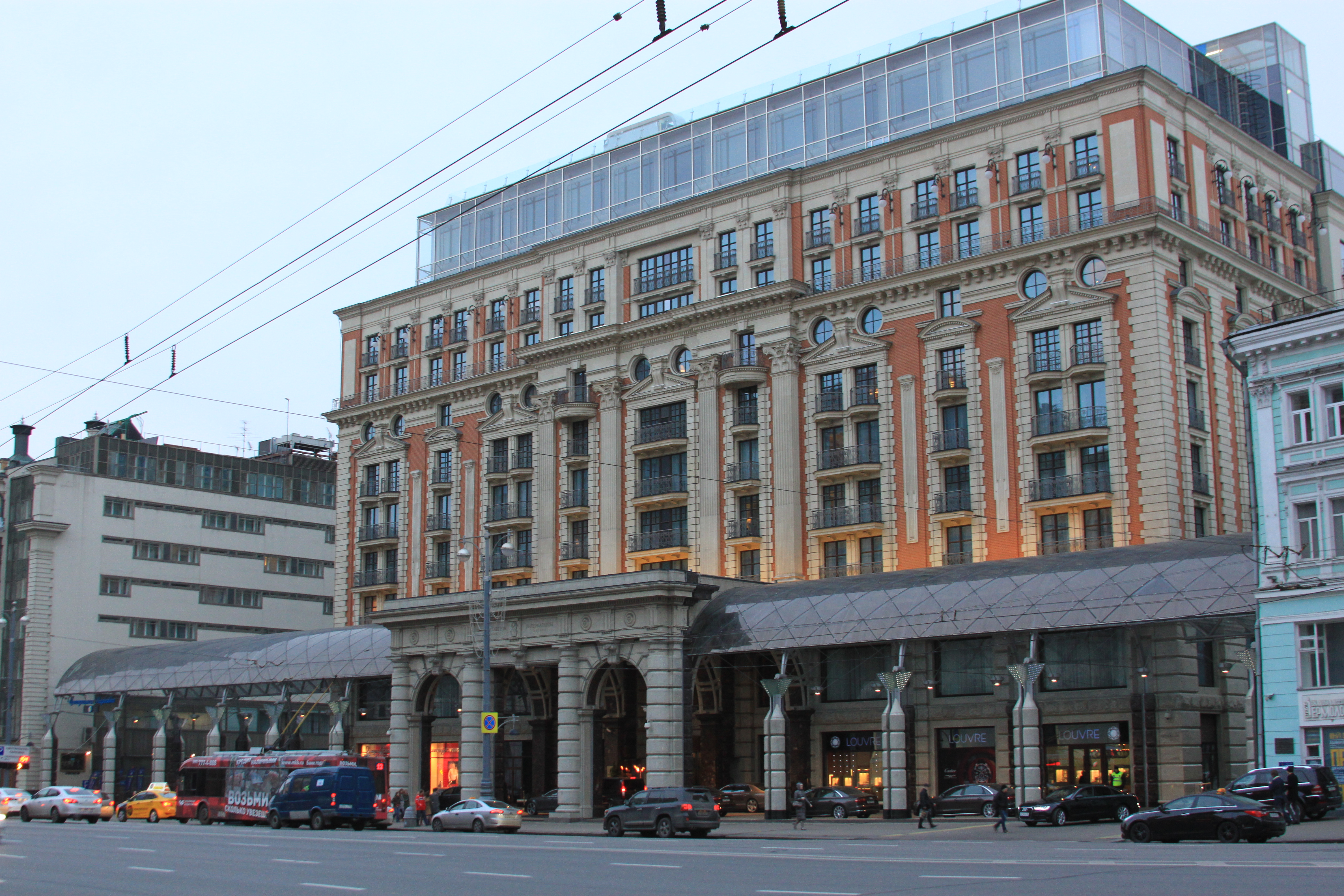
Ritz-Carlton (Moscou)

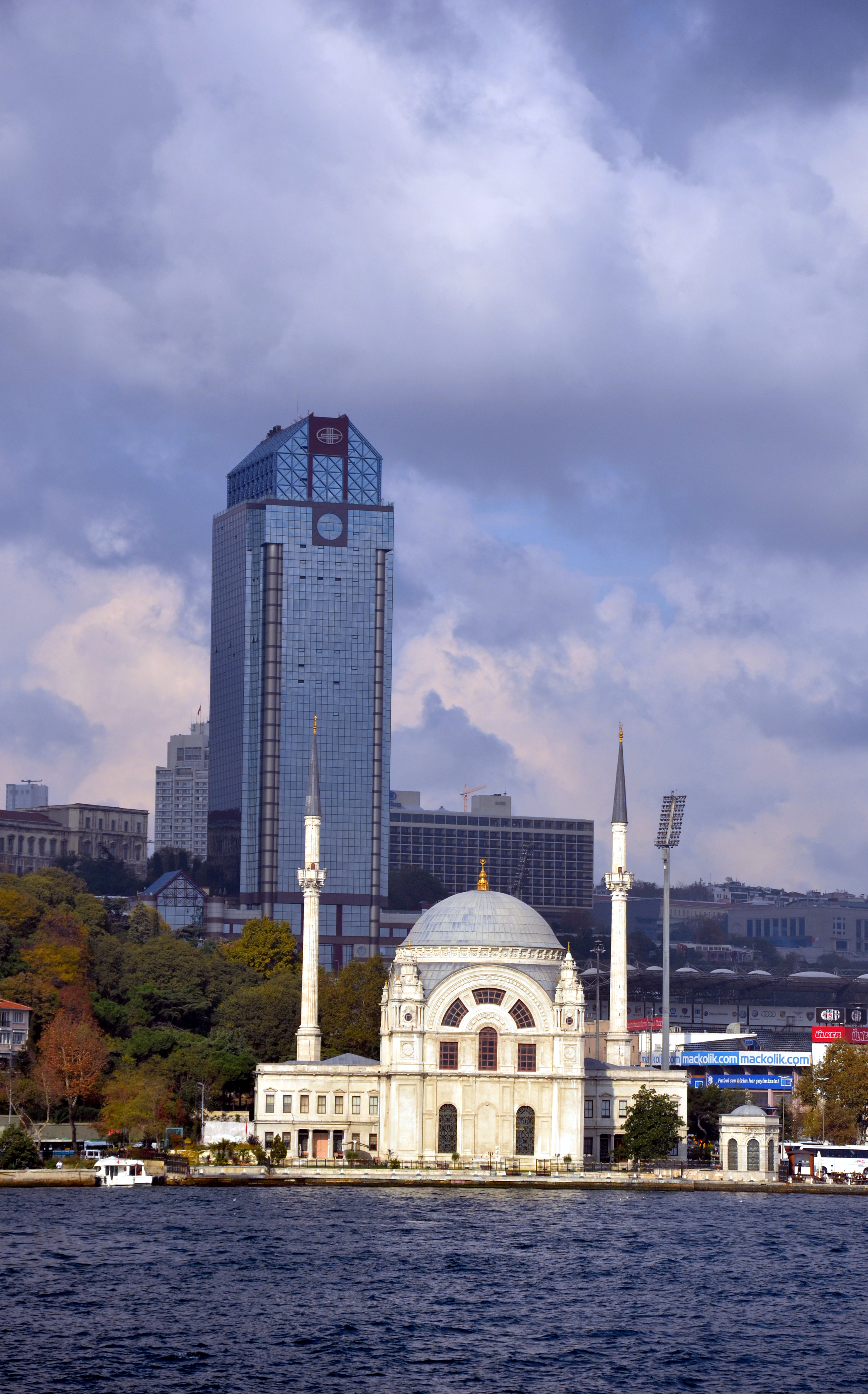
Süzer Plaza Ritz-Carlton

- The Ritz-Carlton Hôtel de la Paix (Genève)
- Ritz-Carlton Toronto (Toronto)
- Ritz-Carlton Montréal (Montréal)
- Ritz-Carlton Chicago (Chicago)
- Ritz Carlton Philadelphie (Philadelphie)
- Süzer Plaza Ritz-Carlton (Istanbul)
- Ritz Hotel Tower (New York)